# حبيب أزار
حبيب أزار (بالإنجليزية: Habib Azar)‏ هو مخرج أمريكي، ولد في 19 أكتوبر 1979.

## وصلات خارجية
- حبيب أزار على موقع IMDb (الإنجليزية)
- حبيب أزار على موقع قاعدة بيانات الفيلم (الإنجليزية)